# Ánh sáng

Lăng kính tam giác phân tách chùm ánh sáng trắng, tách ra các bước sóng dài (đỏ) và các bước sóng ngắn hơn (màu lam).

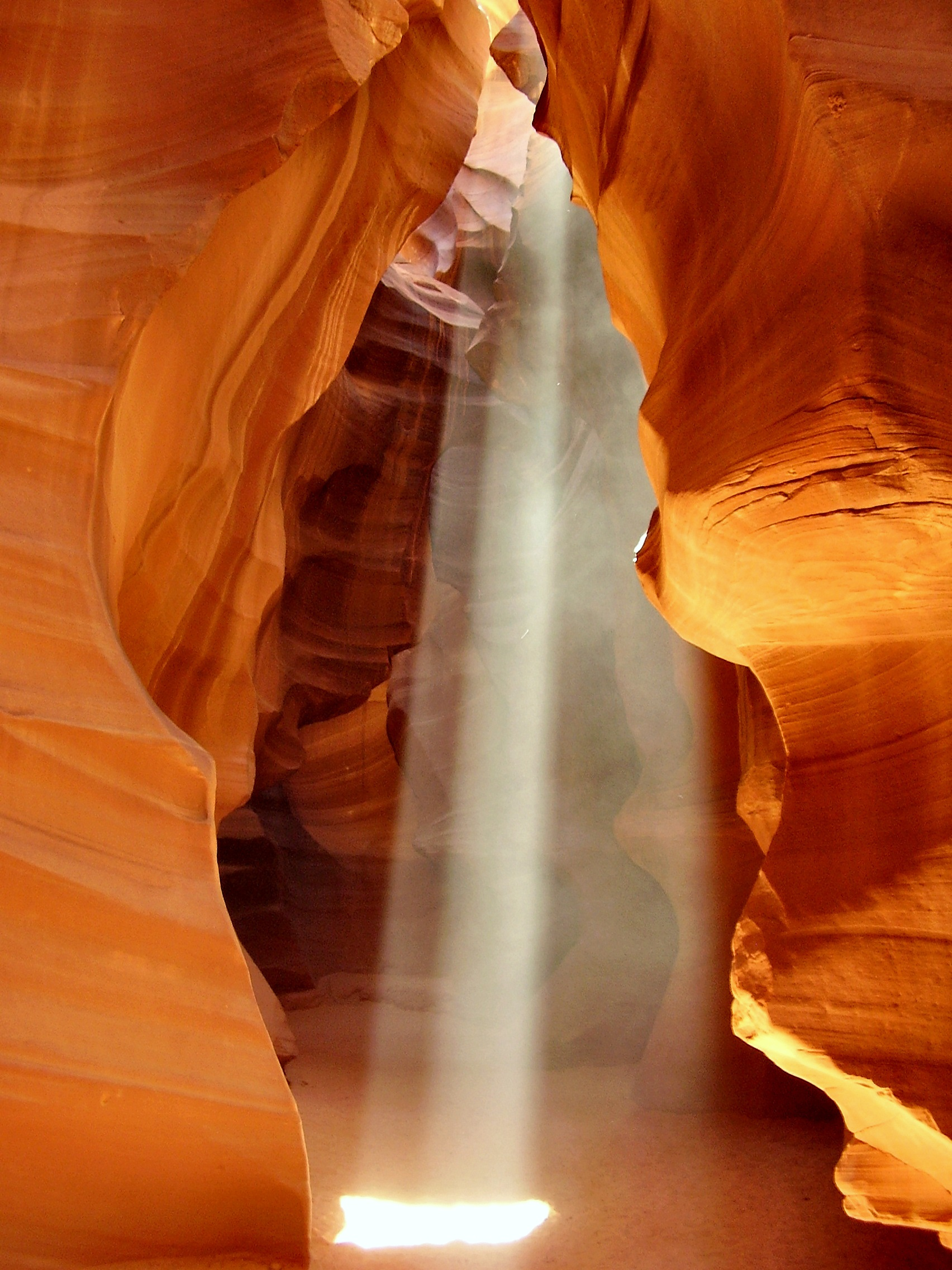
Đèn sư tử ở Antelope Canyon, Hoa Kỳ

Ánh sáng, ánh sáng nhìn thấy hay ánh sáng khả kiến là các bức xạ điện từ có bước sóng nằm trong vùng quang phổ nhìn thấy được bằng mắt thường của con người (tức là từ khoảng 380 nm đến 760 nm), còn gọi là vùng khả kiến. Giống như mọi bức xạ điện từ, ánh sáng có thể được mô tả như những đợt sóng hạt chuyển động gọi là photon. Ánh sáng có tốc độ rất nhanh, điều này dễ hiểu khi trời mưa, ta thấy ánh chớp xong rồi một lúc mới nghe thấy tiếng sấm.
| Tên                | Bước sóng        | Tần số (Hz)       | Năng lượng photon (eV) |
| ------------------ | ---------------- | ----------------- | ---------------------- |
| Tia gamma          | ≤ 0,01 nm        | ≥ 30 EHz          | 124 keV - 300+ GeV     |
| Tia X              | 0,01 nm - 10 nm  | 30 EHz - 30 PHz   | 124 eV - 124 keV       |
| Tia tử ngoại       | 10 nm - 380 nm   | 30 PHz - 790 THz  | 3.3 eV - 124 eV        |
| Ánh sáng nhìn thấy | 380 nm - 760 nm  | 790 THz - 430 THz | 1.7 eV - 3.3 eV        |
| Tia hồng ngoại     | 760 nm - 1mm     | 430 THz - 300 GHz | 1.24 meV - 1.7 eV      |
| Vi ba              | 1 mm - 1 m       | 300 GHz - 300 MHz | 1.7 eV - 1.24 meV      |
| Radio              | 1 mm - 100000 km | 300 GHz - 3 Hz    | 12.4 feV - 1.24 meV    |

Nguồn sáng chính trên Trái Đất là từ Mặt Trời. Ánh sáng mặt trời cung cấp năng lượng mà thực vật xanh sử dụng để tạo ra đường chủ yếu dưới dạng tinh bột, quá trình này được gọi là quang hợp. Trong lịch sử, một nguồn ánh sáng quan trọng khác đối với con người là lửa, từ lửa trại cổ xưa đến đèn dầu hỏa hiện đại. Với sự phát triển của đèn điện và hệ thống điện, ánh sáng điện đã thay thế ánh sáng nhiệt. Một số loài động vật tạo ra ánh sáng của riêng chúng, một quá trình gọi là phát quang sinh học. Ví dụ, đom đóm sử dụng ánh sáng để xác định vị trí bạn tình và mực quỷ sử dụng ánh sáng để ẩn mình khỏi con mồi.
Các tính chất cơ bản của ánh sáng nhìn thấy được như cường độ, hướng lan truyền, tần số hoặc bước sóng quang phổ và phân cực.  tốc độ của nó trong chân không, 299.792.458 mét mỗi giây, là một trong những hằng số nền tảng của thiên nhiên. Ánh sáng nhìn thấy được, như với tất cả các loại bức xạ điện từ (EMR), được tìm thấy bằng thực nghiệm luôn luôn di chuyển ở tốc độ này trong chân không.
Trong vật lý, thuật ngữ ánh sáng đôi khi dùng để chỉ bức xạ điện từ ở bất kỳ bước sóng nào, dù nhìn thấy hay không. Theo nghĩa này, tia gamma, tia X, sóng vi ba và sóng vô tuyến cũng là ánh sáng. Giống như tất cả các loại bức xạ EM, ánh sáng nhìn thấy lan truyền dưới dạng sóng. Tuy nhiên, năng lượng được truyền bởi sóng được hấp thụ tại các vị trí đơn lẻ theo cách các hạt được hấp thụ. Năng lượng hấp thụ của sóng EM được gọi là photon và đại diện cho lượng tử ánh sáng. Khi một sóng ánh sáng được biến đổi và hấp thụ dưới dạng photon, năng lượng của sóng ngay lập tức sụp đổ xuống một vị trí và vị trí này là nơi photon "đến". Đây là những gì được gọi là sự sụp đổ chức năng sóng. Bản chất ánh sáng giống như hạt và giống như sóng kép này được gọi là lưỡng tính sóng hạt. Nghiên cứu về ánh sáng, được gọi là quang học, là một lĩnh vực nghiên cứu quan trọng trong vật lý hiện đại.

## Quang phổ điện từ và ánh sáng khả kiến

Phổ điện từ, với phần nhìn thấy được đánh dấu

Nói chung, bức xạ EM (ký hiệu "bức xạ" không bao gồm điện tĩnh, từ trường và trường gần), hoặc EMR, được phân loại theo bước sóng thành sóng vô tuyến, vi sóng, hồng ngoại, phổ khả kiến mà chúng ta cảm nhận được như ánh sáng, tia cực tím, tia X., và tia gamma.
Hành vi của EMR phụ thuộc vào bước sóng của nó. Tần số cao hơn có bước sóng ngắn hơn, và tần số thấp hơn có bước sóng dài hơn. Khi EMR tương tác với các nguyên tử và phân tử đơn lẻ, hành vi của nó phụ thuộc vào lượng năng lượng trên mỗi lượng tử mà nó mang theo.
EMR trong vùng ánh sáng khả kiến bao gồm các lượng tử (gọi là photon) nằm ở đầu dưới của năng lượng có khả năng gây ra kích thích điện tử trong phân tử, dẫn đến những thay đổi trong liên kết hoặc hóa học của phân tử. Ở phần cuối thấp hơn của phổ ánh sáng nhìn thấy, EMR trở nên vô hình đối với con người (tia hồng ngoại) vì các photon của nó không còn đủ năng lượng riêng lẻ để gây ra sự thay đổi phân tử lâu dài (sự thay đổi về cấu trúc) trong phân tử thị giác võng mạc của con người, mà thay đổi kích hoạt cảm giác thị giác.
Có những loài động vật nhạy cảm với nhiều loại tia hồng ngoại khác nhau, nhưng không phải bằng phương pháp hấp thụ lượng tử. Cảm biến tia hồng ngoại ở rắn phụ thuộc vào một loại hình ảnh nhiệt tự nhiên, trong đó các gói nhỏ nước tế bào được tăng nhiệt độ bởi bức xạ hồng ngoại. EMR trong phạm vi này gây ra rung động phân tử và hiệu ứng sưởi ấm, đó là cách những động vật này phát hiện ra nó.
Trên phạm vi của ánh sáng nhìn thấy, ánh sáng cực tím trở nên vô hình đối với con người, chủ yếu là do nó được hấp thụ bởi giác mạc dưới 360 nm và thấu kính bên trong dưới 400   nm. Hơn nữa, các tế bào hình que và tế bào hình nón nằm trong võng mạc của mắt người không thể phát hiện ra khoảng cách rất ngắn (dưới 360 nm) bước sóng tia cực tím và thực tế là bị tia cực tím làm hỏng. Nhiều động vật có mắt không cần thấu kính (chẳng hạn như côn trùng và tôm) có thể phát hiện tia cực tím, bằng cơ chế hấp thụ photon lượng tử, giống như cách thức hóa học mà con người phát hiện ánh sáng nhìn thấy.
Các nguồn khác nhau xác định ánh sáng nhìn thấy trong phạm vi hẹp 420–680 nm  rộng tới 380–800 nm. Trong điều kiện phòng thí nghiệm lý tưởng, mọi người có thể nhìn thấy tia hồng ngoại lên đến ít nhất 1050 nm; trẻ em và thanh niên có thể cảm nhận bước sóng cực tím xuống khoảng 310–313 nm.
Sự phát triển của thực vật cũng bị ảnh hưởng bởi quang phổ màu của ánh sáng, một quá trình được gọi là quá trình photomorphogenesis.

## Tốc độ ánh sáng
Tốc độ ánh sáng trong chân không được xác định chính xác là 299.792.458m/s (xấp xỉ 186.282 dặm mỗi giây). Giá trị cố định của tốc độ ánh sáng tính bằng đơn vị SI là kết quả của thực tế rằng mét hiện được định nghĩa theo tốc độ ánh sáng. Tất cả các dạng bức xạ điện từ đều chuyển động với tốc độ chính xác như nhau trong chân không.
Các nhà vật lý khác nhau đã cố gắng đo tốc độ ánh sáng trong suốt lịch sử. Galileo đã cố gắng đo tốc độ ánh sáng vào thế kỷ XVII. Một thí nghiệm ban đầu để đo tốc độ ánh sáng được tiến hành bởi Ole Rømer, một nhà vật lý người Đan Mạch, vào năm 1676. Sử dụng kính thiên văn, Rømer quan sát chuyển động của Sao Mộc và một trong những mặt trăng của nó, Io. Nhận thấy sự khác biệt trong chu kỳ biểu kiến của quỹ đạo Io, ông tính toán rằng ánh sáng mất khoảng 22 phút để đi qua đường kính của quỹ đạo Trái Đất. Tuy nhiên, kích thước của nó vẫn chưa được biết đến vào thời điểm đó. Nếu Rømer biết đường kính của quỹ đạo Trái Đất, Rømer sẽ tính được tốc độ ánh sáng là 227.000.000 m/s.
Một phép đo khác chính xác hơn về tốc độ ánh sáng đã được Hippolyte Fizeau thực hiện ở châu Âu vào năm 1849. Fizeau hướng một chùm ánh sáng vào một tấm gương cách đó vài km. Một bánh răng quay được đặt trên đường truyền của chùm sáng khi nó đi từ nguồn, đến gương rồi quay trở lại điểm gốc. Fizeau nhận thấy rằng tại một tốc độ quay nhất định, chùm tia sẽ đi qua một khe hở trên bánh xe trên đường đi và khe hở tiếp theo trên đường quay trở lại. Biết khoảng cách đến gương, số răng trên bánh xe và tốc độ quay, Fizeau có thể tính được tốc độ ánh sáng là 313.000.000 m/s.
Léon Foucault đã thực hiện một thí nghiệm sử dụng gương quay để thu được giá trị 298.000.000 m/s vào năm 1862. Albert A. Michelson đã tiến hành các thí nghiệm về tốc độ ánh sáng từ năm 1877 cho đến khi ông qua đời năm 1931. Ông đã cải tiến các phương pháp của Foucault vào năm 1926 bằng cách sử dụng gương xoay cải tiến để đo thời gian cần ánh sáng để thực hiện một chuyến đi vòng từ Núi Wilson đến Núi San Antonio ở California. Các phép đo chính xác mang lại tốc độ 299.796.000 m/s.
Vận tốc hiệu quả của ánh sáng trong các chất trong suốt khác nhau chứa vật chất thông thường, là chậm hơn trong chân không. Ví dụ, tốc độ ánh sáng trong nước bằng 3/4 tốc độ trong chân không.
Hai nhóm các nhà vật lý độc lập được cho là đã đưa ánh sáng đến tốc độ "hoàn toàn bế tắc" bằng cách truyền nó qua chất ngưng tụ Bose – Einstein của nguyên tố rubidium, một nhóm tại Đại học Harvard và Viện Khoa học Rowland ở Cambridge, Massachusetts, và nhóm kia tại Trung tâm Vật lý Thiên văn Harvard – Smithsonian, cũng ở Cambridge. Tuy nhiên, mô tả phổ biến về việc ánh sáng bị "dừng lại" trong các thí nghiệm này chỉ đề cập đến việc ánh sáng được lưu giữ trong trạng thái kích thích của nguyên tử, sau đó được phát ra lại vào một thời điểm tùy ý sau đó, như được kích thích bởi xung laser thứ hai. Trong thời gian nó đã "dừng lại" nó đã không còn là ánh sáng nữa.

## Quang học
Nghiên cứu về ánh sáng và sự tương tác của ánh sáng và vật chất được gọi là quang học. Việc quan sát và nghiên cứu các hiện tượng quang học như cầu vồng và cực quang cung cấp nhiều manh mối về bản chất của ánh sáng.

### Khúc xạ

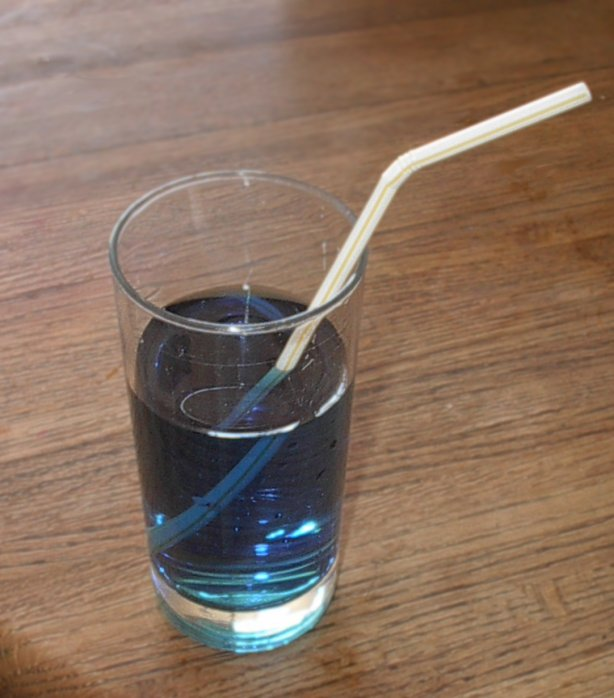
Một ví dụ về hiện tượng khúc xạ ánh sáng. Ống hút có vẻ bị cong do khúc xạ ánh sáng khi nó đi vào chất lỏng (trong trường hợp này là nước) từ không khí.

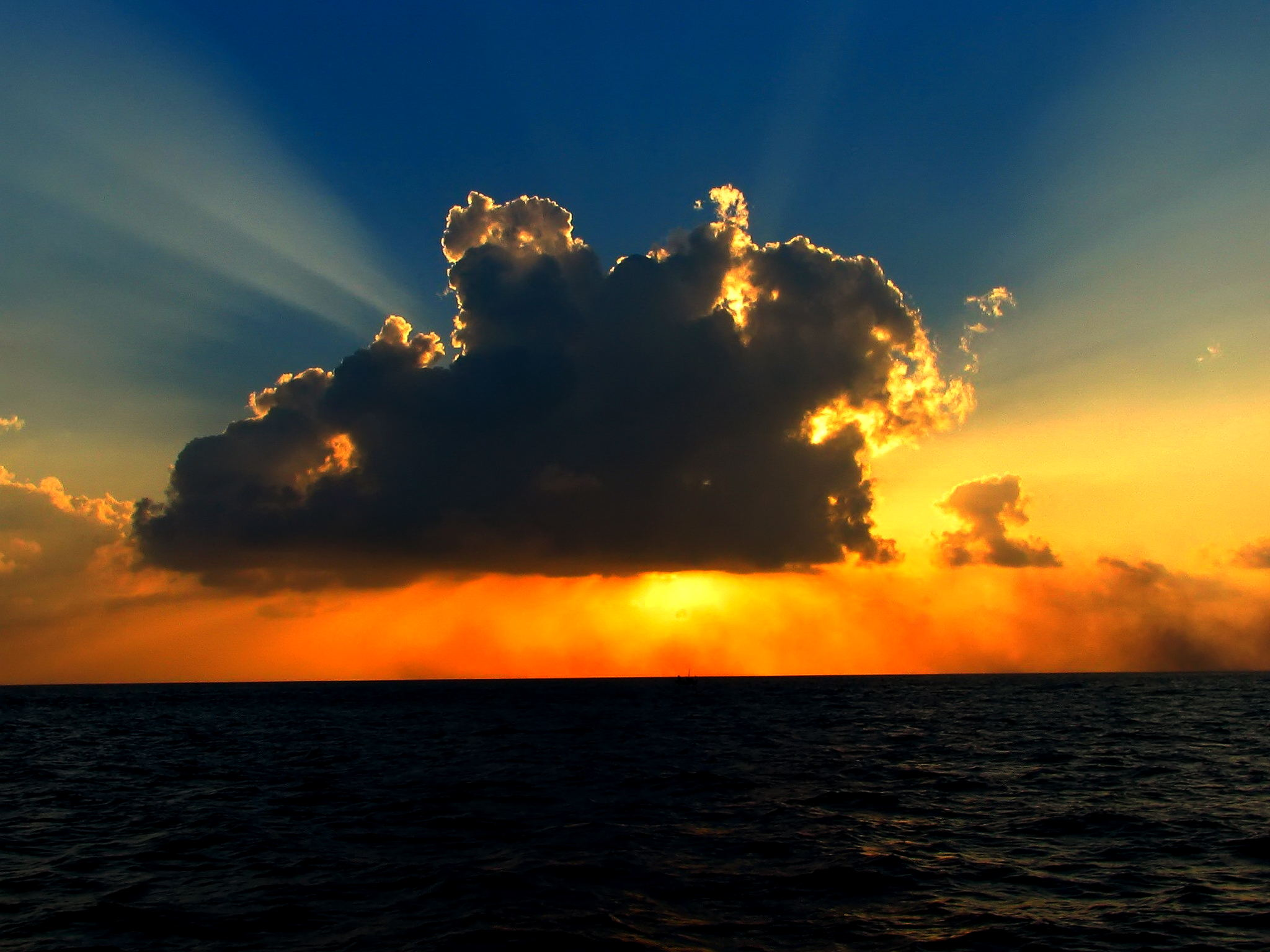
Một đám mây được ánh sáng mặt trời chiếu sáng

Khúc xạ là sự bẻ cong của các tia sáng khi đi qua một bề mặt giữa vật liệu trong suốt này và vật liệu khác. Nó được mô tả bởi Định luật Snell:
{\displaystyle n_{1}\sin \theta _{1}=n_{2}\sin \theta _{2}}
trong đó θ1 là góc giữa tia và bề mặt pháp tuyến trong môi trường thứ nhất, θ2 là góc giữa tia và bề mặt pháp tuyến trong môi trường thứ hai, và n1 và n2 là chiết suất, n = 1 trong chân không và n > 1 trong chất trong suốt.
Khi một chùm ánh sáng đi qua ranh giới giữa chân không và môi trường khác, hoặc giữa hai môi trường khác nhau, thì bước sóng của ánh sáng thay đổi, nhưng tần số không đổi. Nếu chùm ánh sáng không trực giao (hoặc đúng hơn là pháp tuyến) với biên, thì sự thay đổi bước sóng dẫn đến thay đổi hướng của chùm. Sự thay đổi hướng này được gọi là sự khúc xạ.
Chất lượng khúc xạ của thấu kính thường được sử dụng để điều khiển ánh sáng nhằm thay đổi kích thước biểu kiến của hình ảnh. Kính lúp, kính cận, kính áp tròng, kính hiển vi và kính thiên văn khúc xạ đều là những ví dụ về thao tác này.

## Nguồn sáng

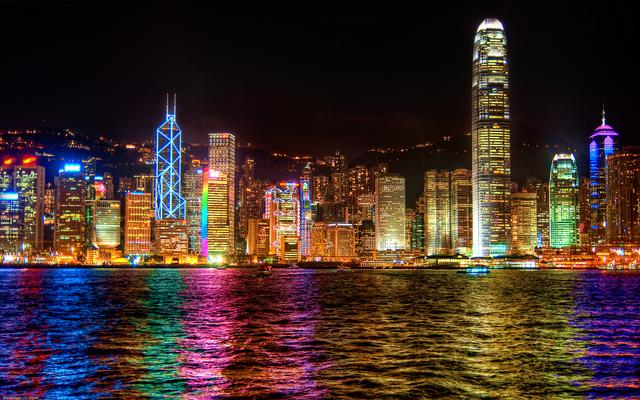
Hong Kong được chiếu sáng bởi ánh sáng nhân tạo đầy màu sắc.

### Lý thuyết hạt ánh sáng

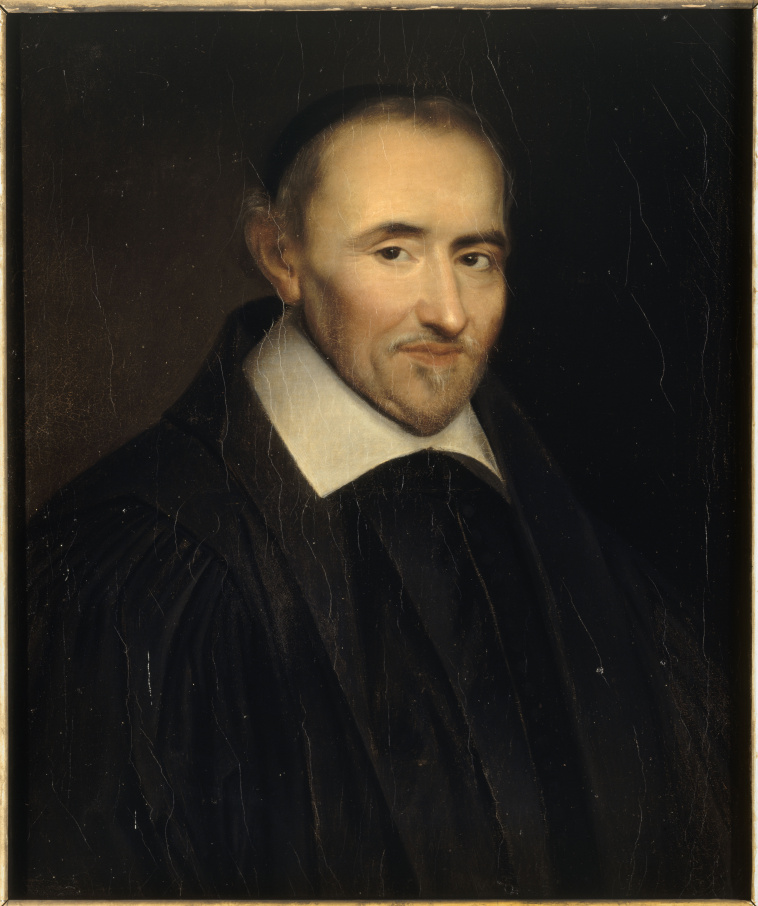
Pierre Gassendi.

### Lý thuyết sóng ánh sáng

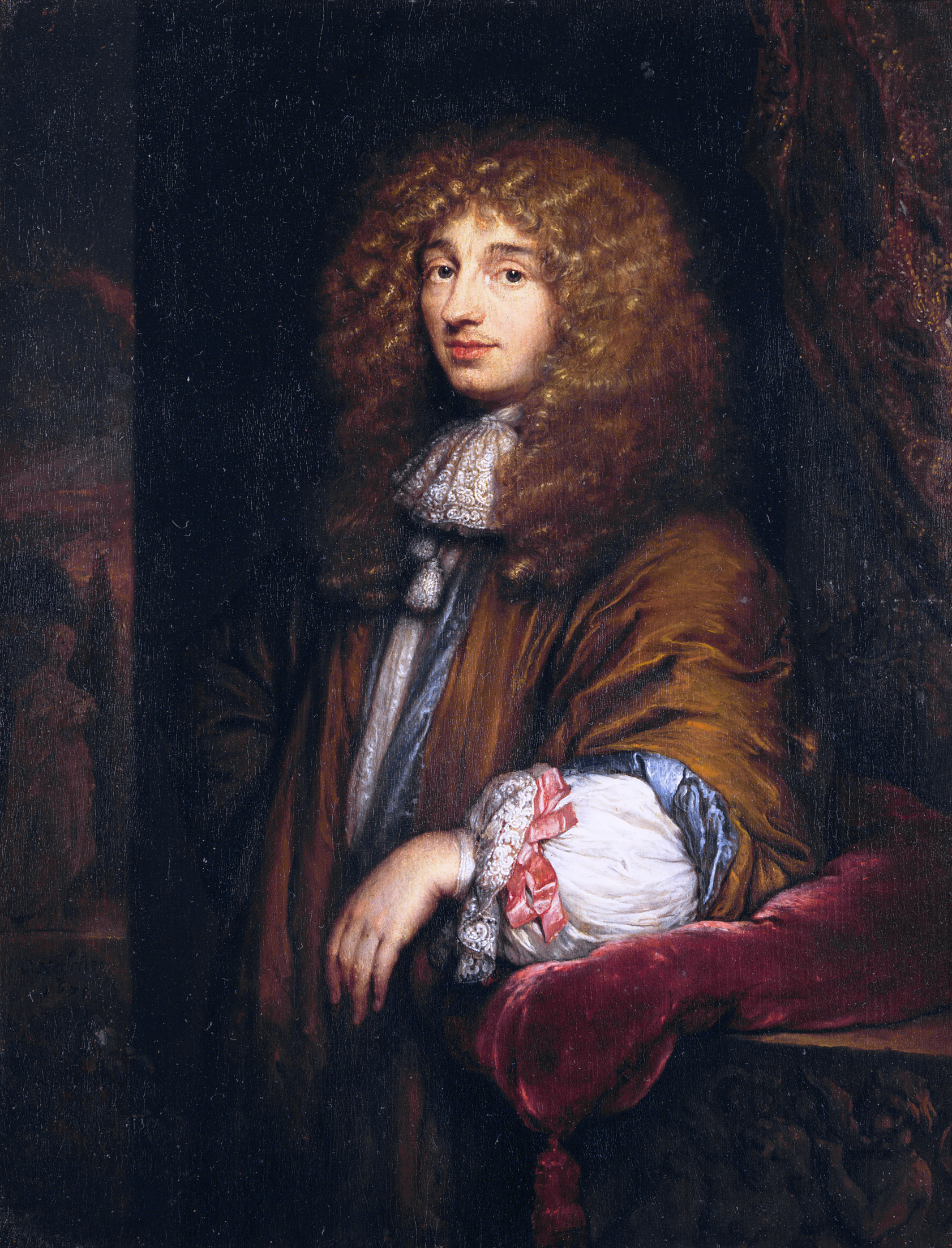
Christiaan Huygens.

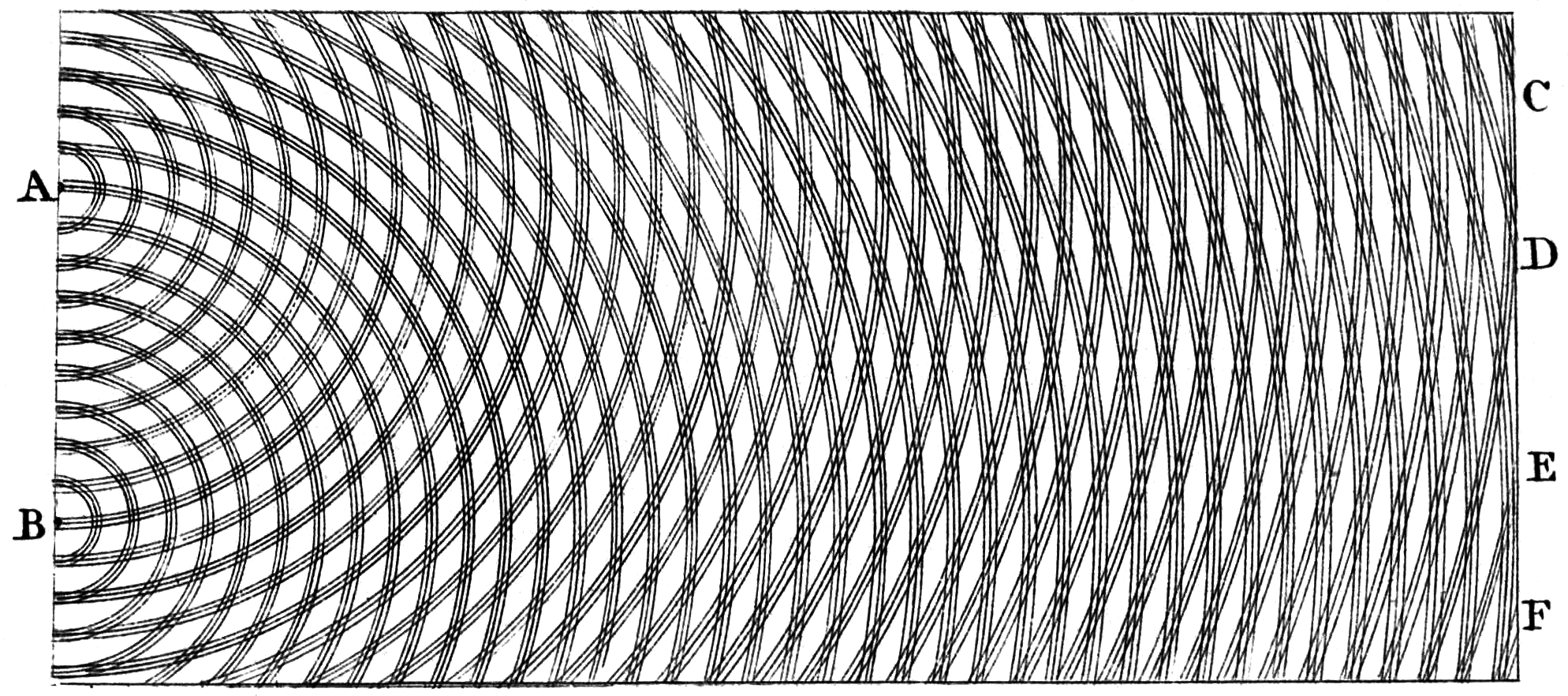
Bản phác thảo của Thomas Young về thí nghiệm khe kép cho thấy nhiễu xạ. Các thí nghiệm của Young đã ủng hộ lý thuyết rằng ánh sáng bao gồm sóng.

### Lý thuyết điện từ

Bản vẽ 3 chiều của sóng ánh sáng phân cực tuyến tính bị đóng băng theo thời gian và hiển thị hai thành phần dao động của ánh sáng; một điện trường và một từ trường vuông góc với nhau và hướng của chuyển động (sóng ngang).